# Pirata browni
Pirata browni O. Pickard-Cambridge, 1898 è un ragno appartenente alla famiglia Lycosidae.

## Etimologia
Il nome è in onore del sig. Brice Brown che, il 16 aprile 1938, raccolse l'olotipo femminile sulle sponde del Rio Gualolejo.

## Caratteristiche
L'olotipo femminile rinvenuto ha il cefalotorace lungo 1,70mm, e largo 1,20mm.

## Distribuzione
La specie è stata reperita nel Messico orientale: nei pressi di Forlon, lungo il corso del Rio Gualolejo, nello stato del Tamaulipas.

## Tassonomia
La specie appartiene al felix group nell'ambito del genere Pirata insieme con P. suwaneus, P. felix, P. veracruzae e P. turrialbicus.
Al 2017 non sono note sottospecie e dal 1978 non sono stati esaminati nuovi esemplari.